# Cassiope nana
Cassiope nana är en ljungväxtart som beskrevs av T.Z. Hsu. Cassiope nana ingår i släktet kantljungssläktet, och familjen ljungväxter. Inga underarter finns listade i Catalogue of Life.